# Oak Valley (Texas)
Oak Valley es un pueblo ubicado en el condado de Navarro en el estado estadounidense de Texas. En el Censo de 2010 tenía una población de 368 habitantes y una densidad poblacional de 72,35 personas por km².

## Geografía
Oak Valley se encuentra ubicado en las coordenadas 32°1′45″N 96°31′3″O / 32.02917, -96.51750. Según la Oficina del Censo de los Estados Unidos, Oak Valley tiene una superficie total de 5.09 km², de la cual 5.01 km² corresponden a tierra firme y (1.58%) 0.08 km² es agua.

## Demografía
Según el censo de 2010, había 368 personas residiendo en Oak Valley. La densidad de población era de 72,35 hab./km². De los 368 habitantes, Oak Valley estaba compuesto por el 92.39% blancos, el 1.9% eran afroamericanos, el 0% eran amerindios, el 0.82% eran asiáticos, el 0% eran isleños del Pacífico, el 3.53% eran de otras razas y el 1.36% pertenecían a dos o más razas. Del total de la población el 11.96% eran hispanos o latinos de cualquier raza.